# Heróis do Mar
Os Heróis do Mar foi uma banda de pop-rock portuguesa formada em Março de 1981 que em 1982 ganhou o Prémio da Casa da Imprensa e devido às vendas superiores a 120 mil exemplares de "Amor" (1982) a indústria discográfica criou o galardão de Disco de Platina. 

## História
A banda surgiu em Março de 1981, na zona de Campo De Ourique em Lisboa, formada por Pedro Ayres Magalhães, Paulo Pedro Gonçalves e Carlos Maria Trindade, após o fim do grupo Corpo Diplomático em finais do ano anterior. A estes músicos juntaram-se António José de Almeida (baterista dos Tantra) e Rui Pregal da Cunha, que se iniciava nas coisas da música.  Na realidade, o futuro vocalista era o único membro sem algum passado com experiência musical, pois todos os outros elementos, ou tinham formação musical ou já haviam participado em projectos anteriores.
A escolha do nome «Heróis Do Mar», tirado do primeiro verso do hino nacional português, A Portuguesa, não foi um mero acaso, pois pretendia-se representar Portugal, a sua história e a sua arte greco-romana.
Numa época em que a memória do Estado Novo estava ainda muito fresca, o visual da banda, caracterizado por uma estética nacionalista e algo neo-militarista, e letras de canções que reflectiam a glorificação de um Portugal passado, não agradou a muita gente tendo-se instalado a polémica em torno do grupo, acusado dum nacionalismo exacerbado, e inclusivamente fascista e neonazi. Aliás, membros da banda afirmaram mesmo estarem proibidos de actuar a sul do rio Tejo. Na sua génese esteve o movimento AXO, do qual Pedro Ayres Magalhães era líder, e que era conotado com a extrema-direita; outro líder do movimento, Paulo Borges, chegou a compor a letra de dois temas da banda: “Brava Dança dos Heróis” e “Amantes Furiosos”. Magalhães descreveu o AXO da seguinte forma: «[...] o movimento era uma “construção surrealista” para “chocar os barbudos do folk e da ‘paz, pão e habitação’”, referindo-se a uma canção de Sérgio Godinho. “Aqueles panfletos polémicos não são para se levar à letra. Aquilo é teatral” [...]»
Em Agosto de 1981, é lançado o primeiro single que continha os temas «Saudade» e «Brava dança dos heróis». Os dois temas aparecem no LP de estreia, Heróis do Mar, lançado em outubro do mesmo ano. 
Em Junho de 1982 é editado a canção «Amor», que contaria com a participação de Né Ladeiras nas vozes de fundo e que se tornaria um grande sucesso comercial e disco de platina, projetando a banda para a primeira parte dos concertos de King Crimson e de Roxy Music em Portugal no verão desse mesmo ano, e para a atuação nas primeiras parte da banda de Bryan Ferry em França.
Em 1983, o grupo lança o álbum Mãe, bem recebido pela crítica, mas não tão bem recebido pelo público. Entretanto, a canção também lançada em 1983, «Paixão», torna-se um sucesso de rádio, levando a revista musical inglesa The Face a considerar a banda como o melhor grupo de rock da Europa continental.
O visual neo-militarista deu lugar a um visual mais ousado, menos polémico, mas mesmo assim ainda demasiado arrojado para a época, com muito cabedal e calças de ganga rasgadas.
Os cinco músicos começaram a empenhar-se em projetos a solo, Pedro Ayres Magalhães assumiu a direcção da editora Fundação Atlântica, produzindo discos da cantora Né Ladeiras, da Anamar e dos Delfins. Os Heróis Do Mar colaboraram no último disco de António Variações Dar e Receber, no qual Magalhães e Trindade foram responsáveis pela produção e pelos arranjos.
O mini-LP intitulado O Rapto, lançado em 1984, continha o tema «Só Gosto De Ti» que conseguiu ter algum êxito. Em 1985 lançam o single «Alegria» que resulta num novo sucesso de rádio. Em 1985, surgiram rumores de que Rui da Cunha poderia vir a abandonar o grupo, o que não chegou a acontecer. Mudam entretanto para a editora EMI VC ou Emi-Valentim de Carvalho.
Em 1986 é lançado o álbum Macau, recebido com elogios por parte da crítica, que renovou o fôlego e o vigor do grupo. No ano seguinte lançam o single e máxi-single O Inventor. O último álbum, Heróis Do Mar, é editado em 1988 já sem a presença do baterista António José de Almeida, que tinha outros planos para si, fundando a produtora Panavideo. 
Mais tarde em 1989 decidem separar-se devido a conflitos internos. No entanto todos os elementos continuaram a dedicar-se à música, com exceção de António José de Almeida, que acabou por se dedicar à produção de programas televisivos, publicidade e alguns telediscos.
A história da banda é revisitada no documentário Brava Dança por Jorge Pereirinha Pires e José Pinheiro. O documentário, diz a revista Blitz, «propõe ainda uma reflexão sobre Portugal e a música do pós-25 de Abril».
Atualmente, são influência chave para alguns projetos da cena musical portuguesa, dos quais o que obteve mais destaque foi o projeto editorial da Amor Fúria.

## Constituição inicial da banda
- Paulo Pedro Gonçalves (guitarra)
- Carlos Maria Trindade (teclista)
- António José de Almeida  (bateria)
- Pedro Ayres Magalhães (baixista)
- Rui Pregal da Cunha (vocalista)

## Discografia
A discografia do grupo é composta por: 

### Álbuns
- Heróis do Mar (LP, Polygram, 1981) [5]
- Mãe (LP, Polygram, 1983)
- O Rapto (Mini-LP, Polygram,1984)
- Macau (LP, EMI, 1986)
- Heróis do Mar IV (LP, EMI, 1988)

### Singles
- Saudade/Brava Dança dos Heróis (Single, Polygram, 1981)
- Amor/Amor (versão Nocturna) (Máxi, Polygram, 1982)
- Amor (Parte I)/Amor (Parte II) (Single, Polygram, 1982)
- Paixão (Máxi, Polygram, 1983)
- Paixão/Cachopa (Versão Nova) (Single, Polygram, 1983)
- Alegria/A Glória do Mundo (Single, Polygram, 1985)
- Alegria/A Glória do Mundo/Castelo de S. Jorge (Máxi, Polygram, 1985)
- Mad Mix / Fun Mix (remisturas de Adriano Remix) (Máxi, Polygram, 1986)
- Fado/Fado (Versão a Guitarra) (Single, EMI, 1986)
- Só No Mar/Canhões ... (Single, EMI, 1987)
- O Inventor/Homenagem (Máxi, EMI, 1987)
- Eu Quero (Mistura Possessiva)/Rossio/Eu Quero (Máxi, EMI, 1988)
- Africana/Eu Não Mereci/D.F.S. (Máxi, EMI, 1989)
- Paixão (Single, Universal, 2001)

### Compilações
- A Lenda dos Heróis do Mar (1981-1984) (Polygram,1985)
- O Inventor (EMI,1987), cassete
- Heróis do Mar Vol. 1 (1981-1982) (Polygram, 1992)
- Heróis do Mar Vol. 2 (1982-1986) (Polygram, 1992)
- Paixão  (Universal, 2001)
- Amor - O Melhor Dos Heróis Do Mar (EMI, 2007)
- O single "Amor (Hap Hap Happy Day)/Pásion", edição limitada a 2000 exemplares, foi oferecido com o MEP 12" Philips 880079-1 (1984).
- O CD single "Paixão", de 2001,  inclui a versão longa de Paixão (editada em 1983) e duas remisturas de Adriano Remix incluídas no máxi-single "Mad Mix/Fun Mix".
- Heróis Do Mar ‎– 1981-1989 (EMI, 2011), 5xCD e um DVD-Video
- Heróis Do Mar ‎– BD Pop Rock Português, (EMI / A Bela E O Monstro, 2011), CD e livro de banda desenhada ‎
- Heróis Do Mar ‎– IV / Macau (Parlophone, 2015)

## Videografia
- Heróis Do Mar ‎– 1981-1989 (EMI, 2011), inclui um DVD-Video com os telediscos da banda